# Rauf Məmmədov
Rauf Məmmədov (Baku, 26 aprile 1988) è uno scacchista azero, Grande maestro.
È stato per sei volte (2003, 2004, 2006, 2008, 2015 e 2025), un record, campione di Azerbaijan, ha partecipato a undici Olimpiadi degli scacchi (2004, 2006, 2008, 2010, 2012, 2014, 2016, 2018, 2020, 2022 e 2024) con la nazionale azera. È dal gennaio del 2009 nella top 100 della classifica mondiale FIDE.

## Carriera
Nel 2004 vinse a Ürgüp il campionato europeo dei giovani U16, realizzando la norma definitiva di Grande Maestro. Nello stesso anno si classificò 2º nel forte open di Dubai, dietro a Şəhriyar Məmmədyarov. Sempre nel 2004 vinse per la prima volta il campionato azero. e partecipa alle Olimpiadi di Calvià 2004.
Nel 2005 ha vinto di nuovo il campionato nazionale.
Nel 2006 ha partecipato alle Olimpiadi degli scacchi di Torino 2006.
Nel 2008 ha vinto per la quarta volta il campionato nazionale azero. In novembre ha partecipato alle Olimpiadi di Dresda 2008 con la nazionale che arrivò sesta con Teymur Rəcəbov, Şəhriyar Məmmədyarov, Vüqar Həşimov, Qədir Hüseynov.
Nel 2015 ha vinto per la quinta volta il campionato nazionale.
Nel 2017 ha vinto in novembre a Creta il Campionato Europeo a squadre con la nazionale.
Nel 2024, in giugno vince con la squadra C'Chartres il Campionato francese a squadre. 
Nel febbraio 2025 vince per la sesta volta il Campionato azero di scacchi sconfiggendo in finale Şəhriyar Məmmədyarov. 

## Statistiche
Ha raggiunto il rating FIDE più alto in gennaio 2018, con 2709 punti Elo, numero 40 al mondo e 3° nel suo paese.

## Vita privata
È sposato con il grande maestro femminile Natalija Buksa.